# 我的莒光作文簿
《我的莒光作業簿》是台灣導演龍男·以撒克·凡亞思當兵時期所拍攝的紀錄片，獲得2002年台北電影節紀錄片特別獎。

## 影片內容
本片原為導演當兵時期受長官提議，紀錄當時憲兵軍樂隊在總統府吹奏降旗典禮時較困難的動作，希望這些動作得以傳承；然導演在紀錄的過程中，發現其中兩位憲兵（也就是本片主角——劉海嵐和王閔生）的狀態形成很大的對比，因此在紀錄軍樂隊的同時，跟拍這兩個人的生活，最後完成了《我的莒光作業簿》。
劉海嵐高中培養吹伸縮長號的興趣，順利進入理想中的軍樂隊，卻因隊中要求的基本儀態及勤務表現不足，時常受到懲罰；沒有樂器吹奏能力的王閔生則是被誤調到軍樂隊，憑藉著好勝心，不僅在勤務上表現良好，更通過軍樂隊的專業能力測驗。本片透過劉海嵐和王閔生每週寫下的莒光作文簿為主軸，紀錄軍旅生活的歷程和心情，同時也探討軍中封閉、壓抑的文化。

## 參展紀錄
- 2002年台北電影節紀錄片特別獎